# Élection présidentielle de 2006 en république serbe de Bosnie
L'élection présidentielle serbo-bosnienne de 2006 a lieu le premier octobre 2006 afin d'élire le président de la république serbe de Bosnie, l'une des entités constitutives de la Bosnie-Herzégovine. 
Organisé dans le cadre des élections générales, le scrutin voit la victoire de Milan Jelić avec près de la moitié des suffrages. Victime d'une crise cardiaque, il meurt l'année suivante, donnant lieu à une élection anticipée.

## Système électoral
Le président de la république serbe de Bosnie est élu au scrutin uninominal majoritaire à un tour pour un mandat de quatre ans renouvelable une fois.

## Résultats

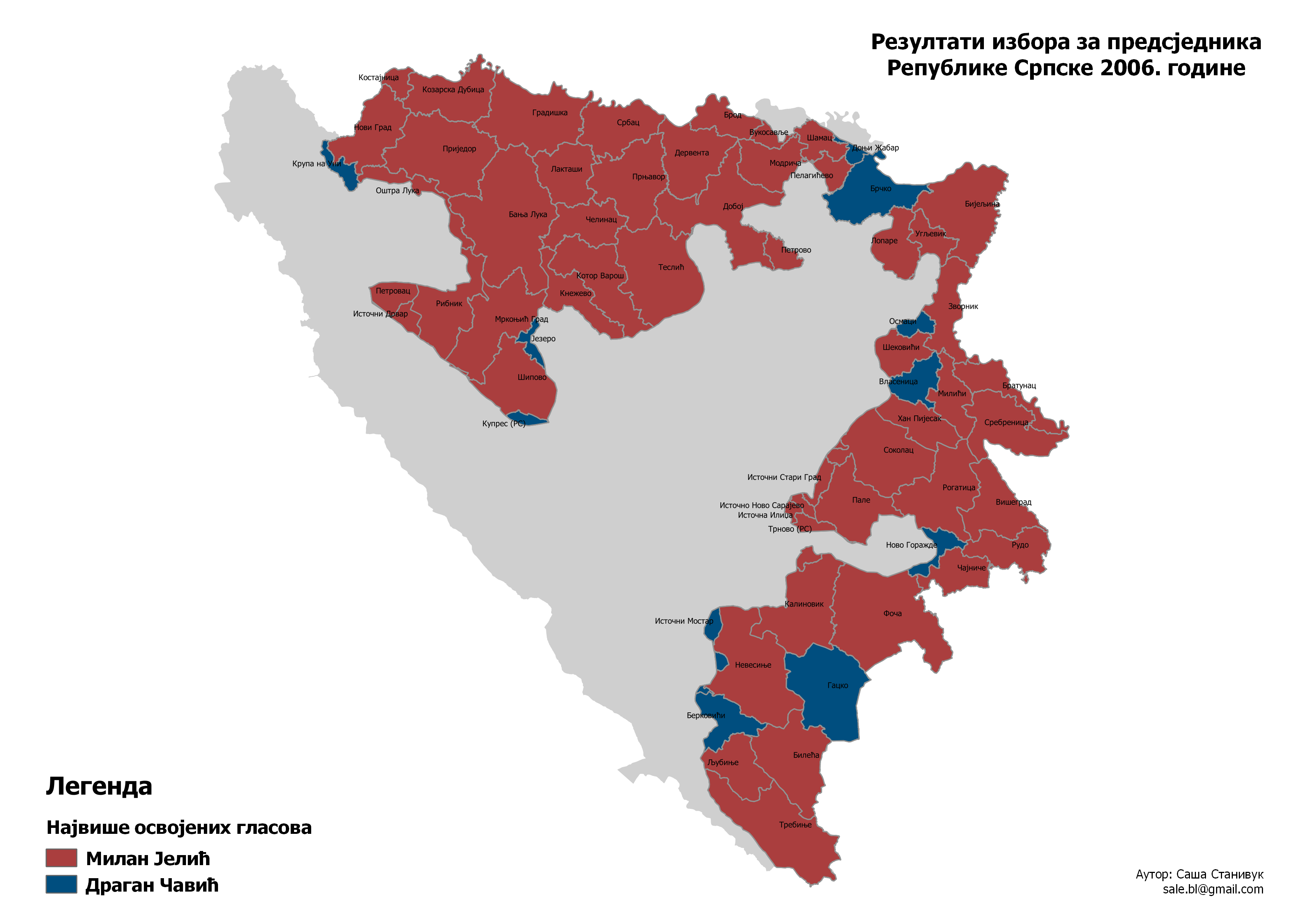
Candidat arrivé en tête par municipalité

| Candidats            | Candidats            | Partis                                            | Voix    | %     |
| -------------------- | -------------------- | ------------------------------------------------- | ------- | ----- |
|                      | Milan Jelić          | Alliance des sociaux-démocrates indépendants      | 271 022 | 48,87 |
|                      | Dragan Čavić         | Parti démocratique serbe                          | 163 041 | 29,40 |
|                      | Adil Osmanović       | Parti d'action démocratique                       | 22 444  | 4,05  |
|                      | Slobodan Nagradić    | Parti du progrès démocratique                     | 19 623  | 3,54  |
|                      | Mirsad Mahmutović    | Parti pour la Bosnie-Herzégovine                  | 18 744  | 3,38  |
|                      | Đurađ Davidović      | Parti radical serbe                               | 14 852  | 2,68  |
|                      | Pero Bukejlović      | Mouvement démocratique de Serbie                  | 12 690  | 2,29  |
|                      | Hakija Meholjić      | Parti social-démocrate                            | 11 292  | 2,04  |
|                      | Davor Čordaš         | Coalition croate pour l'égalité                   | 4 598   | 0,83  |
|                      | Željko Grebenarević  | Parti du peuple pour le travail et l'amélioration | 4 465   | 0,81  |
|                      | Dragan Krstić        | Nouveau pouvoir serbe                             | 3 380   | 0,61  |
|                      | Ivan Krndelj         | Croates ensembles                                 | 3 270   | 0,59  |
|                      | Šaban Fejzić         | Parti du congrès national                         | 2 156   | 0,39  |
|                      | Nikola Lazarević     | Parti écologiste européen E-5                     | 1 686   | 0,30  |
|                      | Fatima Kararić       | Union démocratique populaire                      | 971     | 0,18  |
|                      | Dragan Mrgan         | Union démocratique populaire                      | 337     | 0,06  |
|                      |                      |                                                   |         |       |
| Votes valides        | Votes valides        | Votes valides                                     | 554 571 | 93,65 |
| Votes blancs et nuls | Votes blancs et nuls | Votes blancs et nuls                              | 37 625  | 6,35  |
| Total                | Total                | Total                                             | 592 196 | 100   |